# أكاديمية بطلي: سماش!!
أكاديمية بطلي: سماش!! (باليابانية: 僕のヒーローアカデミアすまっしゅ!!، بالروماجي: Boku no Hīrō Academia Sumasshu!!) هي سلسلة مانغا يابانية من تأليف ورسم هيروفومي نيدا. وهي مشتقة من سلسلة المانغا أكاديمية بطلي من تأليف كوهي هوريكوشي. نُشرت على منصة شونن جمب+ الإلكترونية التابعة لشركة شوئيشا من نوفمبر 2015 حتى نوفمبر 2017، وجُمعت فصولها في خمسة مجلدات تانكوبون.

## المقدمة
أكاديمية بطلي: سماش!! هي محاكاة ساخرة للسلسلة الأصلية، تصوّر نسخًا أصغر سنًا وشبيهة بالـ«تشيبي» من الشخصيات الأصلية. تتضمن المانغا العديد من النكات الكوميدية ضمن شرائط مصورة من أربع لوحات، وتركز القصة على الحياة اليومية لطلاب الصف 1-أ (وأحيانًا الأشرار) والأبطال المحترفين في ثانوية يو إيه.

## النشر
أكاديمية بطلي: سماش!! من تأليف ورسم هيروفومي نيدا. نُشرت بشكل متسلسل على منصة شوئيشا الإلكترونية شونن جمب+ من 9 نوفمبر 2015 حتى 6 نوفمبر 2017. قامت شويشا بجمع فصوله في خمسة مجلدات تانكوبون، صدرت بين 4 أبريل 2016، و2 نوفمبر 2017.
في أمريكا الشمالية، تم ترخيص المانغا للإصدار باللغة الإنجليزية من قبل شركة فيز ميديا. تم نشر المجلدات الخمسة بين 6 أغسطس 2019، و4 أغسطس 2020.

### المجلدات
| م. | تاريخ الإصدار اليابانية | ردمك اليابانية     |
| -- | ----------------------- | ------------------ |
| 1  | 4 أبريل 2016            | ISBN 9784088806679 |
| 2  | 4 نوفمبر 2016           | ISBN 9784088808642 |
| 3  | 2 يونيو 2017            | ISBN 9784088811161 |
| 4  | 4 سبتمبر 2017           | ISBN 9784088811574 |
| 5  | 2 نوفمبر 2017           | ISBN 9784088811734 |

## الاستقبال
براندون دانيال من ذا فاندوم بوست أثنى على السلسلة باعتبارها وسيلة رائعة للاسترخاء بعد اللحظات الأكثر حدة في السلسلة الرئيسية.

## وصلات خارجية
- الموقع الرسمي في شونن جمب+
 (باليابانية)
- أكاديمية بطلي: سماش!!  في شبكة أخبار الأنمي